# VHLL
VHLL (англ. VHL like) – білок, який кодується однойменним геном, розташованим у людей на 1-й хромосомі. Довжина поліпептидного ланцюга білка становить 139 амінокислот, а молекулярна маса — 15 781.
| 10         |  | 20         |  | 30         |  | 40         |  | 50         |
| ---------- |  | ---------- |  | ---------- |  | ---------- |  | ---------- |
| MPWRAGNGVG |  | LEAQAGTQEA |  | GPEEYCQEEL |  | GAEEEMAARA |  | AWPVLRSVNS |
| RELSRIIICN |  | HSPRIVLPVW |  | LNYYGKLLPY |  | LTLLPGRDFR |  | IHNFRSHPWL |
| FRDARTHDKL |  | LVNQTELFVP |  | SSNVNGQPVF |  | ANITLQCIP  |  |            |

A: Аланін

C: Цистеїн

D: Аспарагінова кислота

E: Глутамінова кислота

F: Фенілаланін

G: Гліцин

H: Гістидин

I: Ізолейцин

K: Лізин

L: Лейцин

M: Метіонін

N: Аспарагін

P: Пролін

Q: Глутамін

R: Аргінін

S: Серин

T: Треонін

V: Валін

W: Триптофан